# Alexis Ossa
Leonardo Alexis Ossa López (La Estrella, 6 agosto 1989) è un calciatore colombiano, centrocampista svincolato.

## Carriera
Ha giocato nella massima serie dei campionati colombiano, venezuelano e lettone.